# ایرلی
پدرو ایرلی لیما دانتاس (به پرتغالی: Pedro Iarley Lima Dantas) به طور خلاصه ایرلی، هافبک، مهاجم اهل برزیل است که در شهر Quixeramobim و در تاریخ ۲۹ مارس ۱۹۷۴ به دنیا آمده‌است.
هادلر مائوریلیو در تیم‌های فوتبال Ferroviário سابقهٔ حضور دارد.